# I'll See You in My Dreams
I'll see you in my dreams (2003) é considerado o primeiro filme de terror português. Na verdade, trata-se de uma curta-metragem produzida e realizada por Filipe Melo,  e interpretada por Adelino Tavares, São José Correia, Sofia Aparício, Manuel João Vieira, João Didelet, João Manuel Serra, o famoso senhor do adeus, e Rui Unas, entre outros.

## Sinopse
Numa vila inexplicavelmente assombrada por uma praga de zombies, Lúcio é a única pessoa que os pode combater. Com problemas matrimoniais, esconde Ana, a sua esposa entretanto transformada num terrível zombie com um comportamento violento, na cave da sua casa. Entretanto, Lúcio descobre novamente o amor com Nancy, mas a relação está ameaçada pelas estranhas criaturas e a ciumenta esposa. Conseguirá Lúcio resolver todos os seus problemas com uma pistola e um punhal?